# Pearl (gedicht)
Pearl is een Middelengels gedicht dat dateert uit het eind van de 14e eeuw.
De schrijver van het allegorische en religieus getinte droomvisioen is onbekend, maar op grond van dialectische en stilistische overeenkomsten wordt hij gezien als de auteur die ook verantwoordelijk was voor drie andere gedichten die zich in hetzelfde manuscript bevinden. 

Dit manuscript staat bekend als Cotton Nero A.x, genoemd naar Robert Cotton (1570 – 1631), die een zeer uitgebreide verzameling oude handschriften bezat. Het bevindt zich momenteel in het British Museum. De andere gedichten die tot dit manuscript behoren zijn Patience, Cleanness en Sir Gawain and the Green Knight. Dit laatste is het enige wereldlijke gedicht in het handschrift.
Pearl wordt beschouwd als een van belangrijkste werken uit de Middelengelse literatuur. 
Het werd voor het eerst in druk gepubliceerd in 1921 door de Early English Text Society.
Het gedicht is geschreven in allitererende verzen. Het telt 1212 achtlettergrepige regels, is opgebouwd uit 101 coupletten van 12 regels elk, en is opgesplitst in 20 delen.
Het gedicht is in wezen een elegie met als thema het zich neerleggen bij een verlies. De schrijver of de verteller verloor een dochtertje dat nog geen twee jaar oud was: de parel uit de titel. Hij loopt door de tuin waarin zij begraven is, valt daar in slaap en krijgt een droom. In een vreemd land ontwaart hij aan de overzijde van een rivier het Paradijs, waarin hij zijn met parels getooide en opgegroeide dochter waarneemt. Zij zegt hem dat zij in een gezegende staat verkeert en dat hij dus niet meer om haar moet rouwen. Ten slotte probeert hij de rivier over te steken om bij haar te zijn, waarop hij ontwaakt.